# Aspero
Aspero è un sito tardo preceramico dell'antica cultura del Chico Norte, situato alla foce del fiume Supe sulla costa peruviana centro-settentrionale. Il sito si estende su una superficie di circa 35 ettari ed è costituito da due grandi tumuli a piattaforma, Huaca de los Sacrificios e Huaca de los Idolos, insieme ad altri 15 tumuli più piccoli.

## Scavi
Dopo gli scavi, gli archeologi hanno scoperto che ogni tumulo è stato costruito in più fasi, con due o tre livelli che si innalzano di circa 10 metri intorno alla superficie. Hanno trovato edifici cerimoniali, piazze e terrazze. Sono stati trovati oggetti in queste strutture tra cui figurine di argilla, ciotole di legno, piume, cotone e oggetti in corda e canna. Si ritiene che la alimentazione degli abitanti del sito fosse principalmente a base di prodotti ittici per la sua vicinanza all'Oceano Pacifico. Ganci e reti da pesca sono stati trovati anche in contenitori di rifiuti e contesti domestici. La ricerca sul sito ha portato alla controversa teoria delle "Fondazioni marittime della cultura andina", secondo cui lo sviluppo iniziale dell'antica cultura peruviana si basava sulla pesca, la raccolta di molluschi e la caccia ai mammiferi marini, piuttosto che sull'agricoltura. L'idea è ampiamente contestata da altri studiosi che sostengono che esistano prove di siti interni precedenti in cui l'agricoltura con irrigazione era diffusa.
La datazione al carbonio ha portato una datazione più precisa, collegando al contempo Aspero ad altri siti interni più agricoli. La datazione al carbonio delle strutture dei siti locali che circondano la valle della Supe colloca Aspero tra il 3700 e il 2500 avanti Cristo o il periodo medio-tardo arcaico.
Queste connessioni hanno portato gli archeologi a credere che Aspero non fosse principalmente una cultura marittima, ma una comunità basata sull'agricoltura con più tratti marittimi locali. In altre parole, Aspero ha sfruttato il commercio e la conoscenza dell'agricoltura dai siti interni, come Caral e Lurihuasi. Ciò non confuta completamente la teoria marittima perché Aspero sfruttava la sua vicinanza all'Oceano Pacifico per risorse marittime. Queste nuove date non solo forniscono una visione di come si è sviluppato Aspero, ma mostrano anche la connessione culturale che Aspero aveva con i suoi siti vicini. I ricercatori hanno stabilito una linea temporale generale che collega Aspero e i suoi siti adiacenti a un sistema culturale molto più ampio che si diffonde in diverse valli.